# Дидула, Роман Теодорович
Роман Теодорович Дидула (укр. Роман Теодорович Дідула, 21 ноября 1940, с. Сновичи, Золочевский район, Львовская область — 7 января 2022, Львов, Украина) — украинский писатель, прозаик, романист, автор юморесок и фельетонов.

## Биография
Родился 21 ноября 1940 года в селе Сновичи Золочевского района на Львовщине, там же закончил среднюю школу. Высшее образование получил в 1965 году на факультете журналистики Львовского национального университета имени Ивана Франко.
Долгие годы работал в редакциях районных и областных газет, старшим и главным редактором издательства «Каменяр». С 1977 года и до последних лет своей жизни — был соработником и заместителем главного редактора журнала «Дзвін».
Отец художника Тараса Дидулы.
Умер 7 января 2022 года в городе Львове. Как сообщил сын писателя, Тарас Дидула, отец две недели провёл в реанимации в больнице скорой помощи в городе Львове на Топольной с диагнозом острой лёгочной недостаточности.

## Творческое наследие
Первые литературные попытки опубликовал ещё в студенческие годы. Из-под пера Дидулы вышли романы: «В лучшем из миров» (1994—2002), «День над вечерним берегом» (1995—2004), «Крутое время» (1999), «Время и пора» (2002), а также повести «Дерево в городе» (1986), «Малые среди больших, большие среди малых» (1997), «Гений Винграновского» (2006), рассказы, очерки, публицистические статьи, фельетоны, юморески.
Классик украинской литературы Николай Винграновский, «прихотливый и суровый в своих оценках», поставил произведение Романа Дидулы «В лучшем из миров» рядом с романом «Жизнь Арсеньева» И. Бунина, повестями «Зачарована Десна» О.Довженко, «Климко» Григора Тютюнника. Андрей Содомора отмечает поэтичность, сочность, насыщенность юмором и живими диалектными красками стиля писателя. Татьяна Вергелес называет его «академиком галицкого юмора», рассказывая о вручении юмористу шутливой «Нобелевской премии» на фестивале в селе Нобель Ровненской области.
Отдельными изданиями вышли книги Романа Дидулы «Есть знакомые?» (1973), «Списанная гора» (1982), «Революция с улыбкой на устах» (2005, в соавторстве с Ниной Матвиенко), «Фотография Христа» (2006). Работал также как фольклорист — издал том «Галицкие анекдоты» (2001), а ещё раньше появились два сборника «Старых галицких анекдотов». Переводил с польского и русского языков. Его же произведения были напечатаны в переводах на белорусский, болгарский, русский, венгерский и чешский языки.

## Награды
Лауреат областной премии имени Богдана Лепкого (2001) и премии Национального союза писателей Украины имени Остапа Вишни (2002).